# Guillaume-Raymond de Cerdagne
Guillaume-Raymond de Cerdagne ou Guillaume Ier de Cerdagne (catalan : Guillem I de Cerdanya ou Guillem Ramon de Cerdanya) fut comte de Cerdagne et de Berga de 1068 à 1095.

## Mariages
Il se marie avant 1067 avec Adélaïde de Carcassonne. Il co-gouverne le comté de Razès avec sa belle-mère, Rangarde de la Marche, veuve de Pierre-Raymond de Carcassonne, selon un accord qu'ils passent à Davejean le 13 mars 1067, en présence de Guifred archevêque de Narbonne et d'Udalguier vicomte de Fenouillet. Mais Guillaume-Raymond revend ses droits au comte de Barcelone, Raimond-Bérenger le Vieux, dès le 27 décembre de la même année.
Il épouse en 1085 Sancie, la fille du comte barcelonais et d'Almodis de la Marche.

## Régence des comtés catalans
Le 5 décembre 1082, le comte Raimond-Bérenger II de Barcelone est assassiné à l'instigation de son frère jumeau Bérenger-Raimond II.
Dès 1083 se forme une coalition « antifratricide », menée par les vicomtes de Cardona et de Queralt, auxquels se joint l'évêque de Vic. En mai 1085, une assemblée de notables, présidée par l'évêque de Vic, confie la garde de Raimond-Bérenger III à Guillaume-Raymond. Celui-ci prend la tête de l'opposition à Bérenger-Raimond II et l'accuse clairement de fratricide. Il négocie avec le roi de León et de Castille, Alphonse VI pour lui donner la garde de l'héritier Raimond-Bérenger III et la suzeraineté sur les comtés catalans.
Finalement, Bérenger-Raimond II arrive à trouver un accord avec ses adversaires. En juin 1086, une nouvelle assemblée se réunit et désigne Bérenger-Raimond II comme tuteur de son neveu pour onze ans, jusqu'à ce que Raimond-Bérenger III atteigne l'âge de la majorité, à condition qu'il soit associé au gouvernement et que Bérenger-Raimond II ne se remarie pas, afin qu'il puisse recueillir l'héritage barcelonais.